# Osîp Makovei
Osîp Makovei (în ucraineană Осип Степанович Маковей; n. 23 august 1867, Iavoriv, Regatul Galiției și Lodomeriei, Austro-Ungaria – d. 21 august 1925, Zaleszczyki, Polonia) este numele adevărat al scriitorului și publicistului ucrainean Spectator, Osip Stapanovici de origine română din Basarabia. 

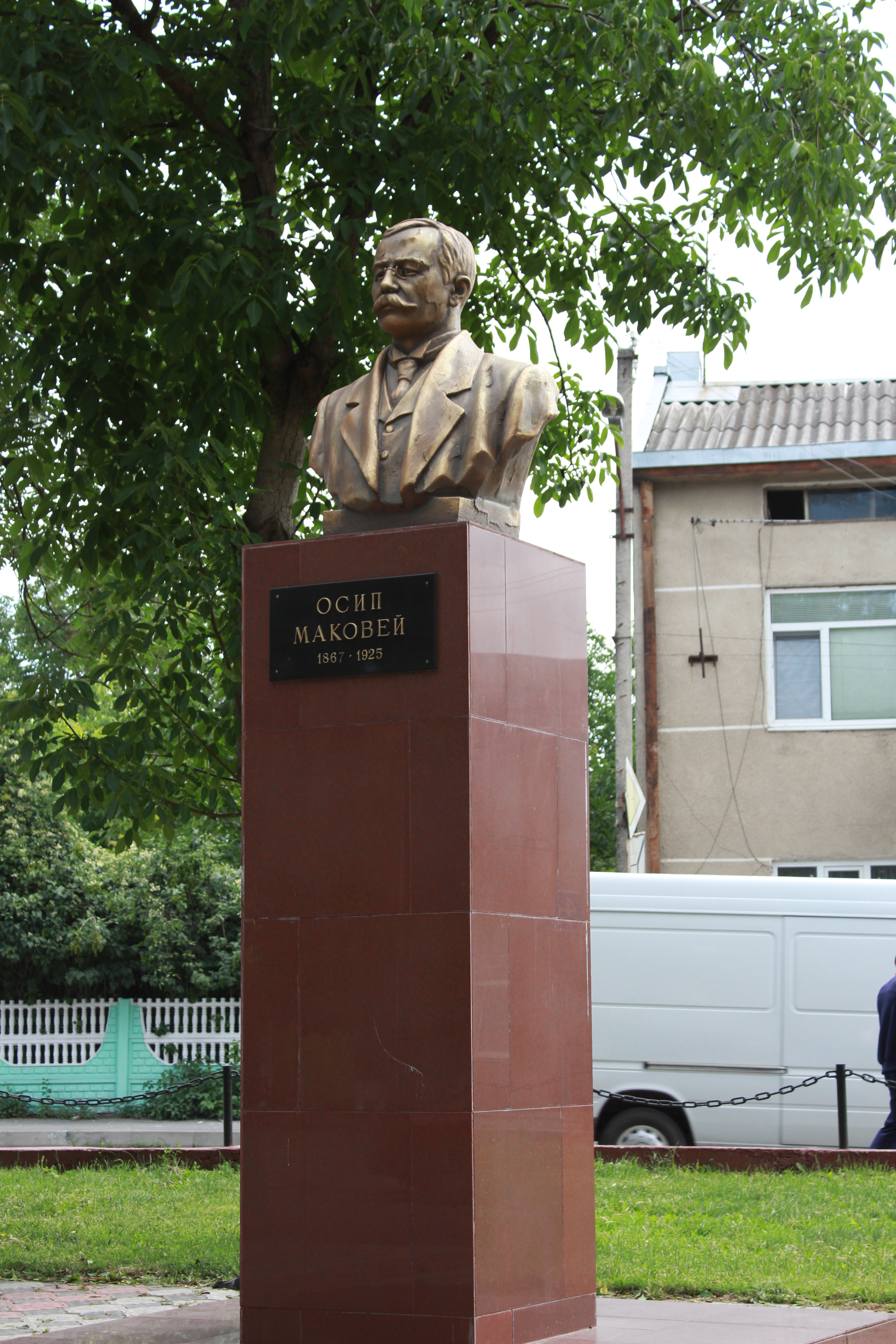
Bustul lui Makovei

A studiat filosofia la Universitatea din Liov. S-a dedicat jurnalismului și a publicat în ziarul Bucovina. A studiat la Universitatea din Viena, unde a publicat scrieri științifice despre poetul croat Ivan Gundulić, în mod special despre scrierile sale despre lupta polonezilor și cazacilor zaporojeni la Hotin. A fost profesor la Universitatea din Cernăuți. A publicat mai multe lucrări, printre care și „Pustnicul de la Mănăstirea Putna” (1909). 

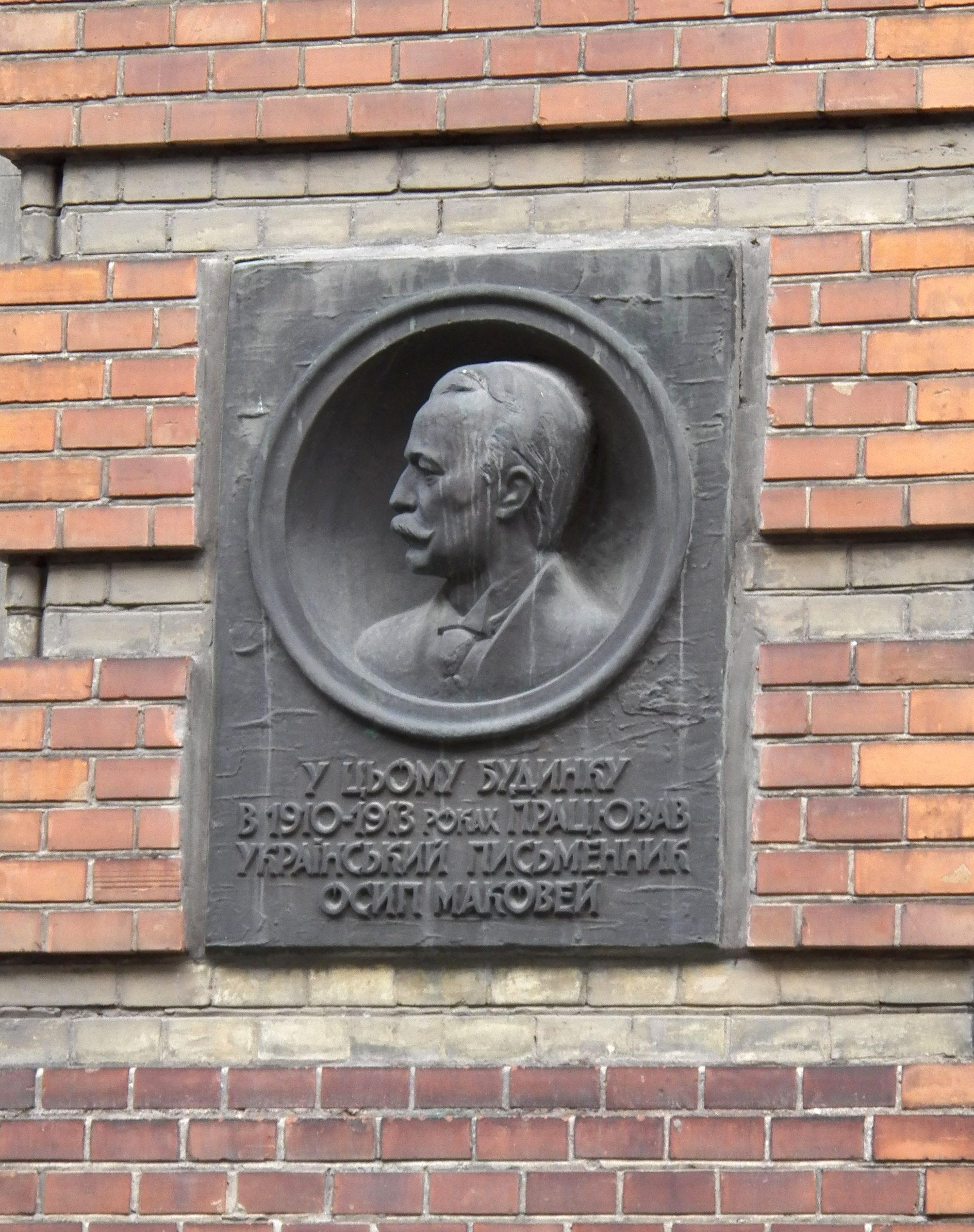
Placă memorială din Liov

I-a tradus pe Adam Mickiewicz, Henryk Sienkiewicz, Heinrich Heine, Guy de Maupassant, Émile Zola, Mark Twain și Jerome K. Jerome. 

## Scrieri
- Poezii (1895)
- Tristețe și batjocură (1896)
- Cugetări muntenești (1899
- Maimuța urlătoare (poem, 1911)
- Unchiul Dorco (1895)
- Grijile Savcihăi (1895)
- Dincolo de pădure (1897)
- Iaroșomo (1905)
- Trei politicieni (1912)
- Сâmpul însângerat (1921)
- Cu ochiul mijit (1923)

A mai scris foiletoane, nuvele umoristice, schițe. Poemul „Dincolo de pădure” se referă la viața țăranilor și meseriașilor din Ucraina apuseană. „Iaroșomo” se referă la Bătălia de la Hotin din anul 1621. A scris și despre viața românilor basarabeni.
În anul 1961 a apărut la Kiev culegerea de opere alese: Вибранi твори (1961)